# Fernando Ochoaizpur
Fernando Néstor Ochoaizpur (Junín, 18 maart 1971) is een voormalig Boliviaans voetballer, die speelde als verdediger gedurende zijn carrière. Hij werd geboren in Argentinië en beëindigde zijn actieve loopbaan in 2006 bij de Argentijnse club Sarmiento Junín.

## Clubcarrière
Ochoaizpur begon zijn professionele loopbaan in 1990 bij Estudiantes de La Plata en kwam daarnaast uit voor de Boliviaanse clubs Club San José en Oriente Petrolero. Tevens speelde hij in Mexico, Ecuador en Peru. Met zowel Club San José als Club Bolívar won hij eenmaal de Boliviaanse landstitel.

## Interlandcarrière
Ochoaizpur speelde in totaal vijftien officiële interlands voor Bolivia in de periode 1996–1999. Onder leiding van bondscoach Antonio López maakte hij zijn debuut op 10 november 1996 in de WK-kwalificatiewedstrijd tegen Colombia (2-2). Ochoaizpur nam met Bolivia éémmaal deel aan de strijd om de Copa América: 1999.
| Interlands van Fernando Ochoaizpur voor Bolivia | Interlands van Fernando Ochoaizpur voor Bolivia | Interlands van Fernando Ochoaizpur voor Bolivia | Interlands van Fernando Ochoaizpur voor Bolivia | Interlands van Fernando Ochoaizpur voor Bolivia | Interlands van Fernando Ochoaizpur voor Bolivia |
| №                                               | Datum                                           | Wedstrijd                                       | Uitslag                                         | Competitie                                      | Goals                                           |
| ----------------------------------------------- | ----------------------------------------------- | ----------------------------------------------- | ----------------------------------------------- | ----------------------------------------------- | ----------------------------------------------- |
| 1                                               | 10 Nov 1996                                     | Bolivia – Colombia                              | 2–2                                             | WK-kwalificatie                                 |                                                 |
| 2                                               | 15 Dec 1996                                     | Bolivia – Paraguay                              | 0–0                                             | WK-kwalificatie                                 |                                                 |
| 3                                               | 12 Jan 1997                                     | Bolivia – Ecuador                               | 2–0                                             | WK-kwalificatie                                 |                                                 |
| 4                                               | 12 Feb 1997                                     | Bolivia – Chili                                 | 1–1                                             | WK-kwalificatie                                 |                                                 |
| 5                                               | 02 Apr 1997                                     | Bolivia – Argentinië                            | 2–1                                             | WK-kwalificatie                                 | Goal                                            |
| 6                                               | 20 Aug 1997                                     | Colombia – Bolivia                              | 3–0                                             | WK-kwalificatie                                 |                                                 |
| 7                                               | 12 Oct 1997                                     | Ecuador – Bolivia                               | 1–0                                             | WK-kwalificatie                                 |                                                 |
| 8                                               | 16 Nov 1997                                     | Chili – Bolivia                                 | 3–0                                             | WK-kwalificatie                                 |                                                 |
| 9                                               | 03 Mar 1999                                     | Bolivia – Jamaica                               | 0–0                                             | Copa Paz del Chaco                              |                                                 |
| 10                                              | 05 Mar 1999                                     | Guatemala – Bolivia                             | 0–3                                             | Copa Paz del Chaco                              | Goal                                            |
| 11                                              | 07 Mar 1999                                     | Paraguay – Bolivia                              | 3–0                                             | Copa Paz del Chaco                              |                                                 |
| 12                                              | 11 Mar 1999                                     | Mexico – Bolivia                                | 2–1                                             | US Cup                                          | Goal                                            |
| 13                                              | 20 Jun 1999                                     | Chili – Bolivia                                 | 1–0                                             | Vriendschappelijk                               |                                                 |
| 14                                              | 02 Jul 1999                                     | Peru – Bolivia                                  | 1–0                                             | Copa América                                    |                                                 |
| 15                                              | 05 Jul 1999                                     | Bolivia – Japan                                 | 1–1                                             | Copa América                                    |                                                 |

## Erelijst
Club San José
- Liga de Fútbol

1995
 Club Bolívar
- Liga de Fútbol

1996